# Ernesto Farías
Ernesto Antonio „Tecla” Farías (ur. 29 maja 1980 w Trenque Lauquen) – argentyński piłkarz występujący na pozycji napastnika.
Ze względu na pochodzenie przodków posiada również obywatelstwo włoskie.

## Kariera klubowa
Ernesto Farías zawodową karierę rozpoczynał w zespole Estudiantes La Plata w wieku 17 lat. Uchodzący za spory talent Argentyńczyk z roku na rok grywał w tej drużynie coraz częściej, aż wyrósł na jedną z jej największych gwiazd drużyny. W La Placie występował przez 8 lat i w czasie tego okresu strzelił 95 goli w ponad 200 spotkaniach. Mając 24 lata wyjechał z Argentyny do Włoch. Tam podpisał kontrakt z sycylijskim US Palermo. Fani ekipy "Aquile" liczyli na to, że Farías także na Stadio Renzo Barbera będzie imponował skutecznością.
Ernesto jednak zupełnie zawiódł – w 13 meczach ani razu nie udało mu się wpisać na listę strzelców i Argentyńczyk zdecydował się wrócić do kraju. Tam podpisał kontrakt z Club Atlético River Plate. W "Millonarios" wychowanek Estudiantes radził sobie wyśmienicie. W barwach jednego z najbardziej utytułowanych klubów w Argentynie pojawił się w 80 pojedynkach, w których zdobył 42 gole. Następnie Farías porozumiał się z Deportivo Toluca w sprawie transferu do tego klubu, lecz z powodów problemów osobistych jego żony do transakcji ostatecznie nie doszło.
W późniejszym czasie Ernesto udało się zmienić zespół. 24 lipca 2007 roku za 4 miliony euro przeszedł portugalskiego FC Porto, z którym podpisał 4-letni kontrakt. W Superlidze zadebiutował 15 września w wygranym 1:0 meczu z CS Marítimo. 12 stycznia 2008 roku strzelił natomiast pierwszego gola dla Porto ustalając wynik spotkania przeciwko Sportingowi Braga na 4:0.
29 stycznia 2010 roku Farías odszedł do brazylijskiego Cruzeiro EC w zamian za Klébera oraz 5,5 miliona euro.

## Kariera reprezentacyjna
Farías w reprezentacji Argentyny zadebiutował 3 września 2005 roku w spotkaniu eliminacji do Mistrzostw Świata 2006 przeciwko Paragwajowi. Wówczas trenerem "Albicelestes" był José Néstor Pekerman. Było to jedyne spotkanie Ernesto w drużynie narodowej.